# Gmina Mäksa
Gmina Mäksa (est. Mäksa vald) – gmina wiejska w Estonii, w prowincji Tartu.
W skład gminy wchodzi:
- 16 wsi: Aruaia, Kaagvere, Kaarlimõisa, Kastre, Melliste, Mäksa, Mäletjärve, Poka, Sarakuste, Sudaste, Tammevaldma, Tigase, Vana-Kastre, Veskimäe, Võruküla, Võõpste.